# Thuleulykken
Thuleulykken er betegnelsen for et flystyrt, der fandt sted den 21. januar 1968 i nærheden af Thule Air Base i Grønland. Det nedstyrtende fly var en amerikansk B-52 Stratofortress bombemaskine med serienummeret 58-0188, der medførte 4 atombomber af typen B28.
Flyet var på flyvning over Baffinbugten som en del af programmet Operation Chrome Dome, da der udbrød brand i flyets kabine. Flyet søgte mod Thule Air Base for at foretage en nødlanding, men besætningen måtte opgive at nødlande på basen. Branden medførte, at flyets besætning måtte forlade flyet, forinden dette kunne udføre en nødlanding. Seks besætningsmedlemmer havde katapultsæder og kom ud af flyet, men det syvende besætningsmedlem var ikke udstyret med katapultsæde og omkom i forbindelse med forsøget på at komme ud af det nedstyrtende fly. Efter besætningen havde forladt flyet, fortsatte dette, indtil det styrtede ned på havisen ved North Star Bay.
Ved styrtet eksploderede brintbombernes indhold af konventionelt sprængstof, hvilket spredte flyvragets dele over et større område, ligesom brintbombernes indhold af radioaktivt materiale blev spredt uden dog at udløse en nuklear eksplosion. Den kraftige varmeudvikling ved eksplosionen og forbrændingen af flyets brændstof medførte, at havisen smeltede, og større mængder vragdele sank ned på havets bund.

## Project Crested Ice
Umiddelbart efter styrtet blev der fra amerikansk side iværksat et større oprydningsarbejde, benævnt ”Project Crested Ice”.
Medarbejdere fra det dansk-amerikanske joint venture selskab DCC var involveret i oprydningen.
På trods af den mørke, arktiske vinter med temperaturer ned til −40 °C (og midlertidigt −60 °C) var der væsentligt behov for at gennemføre oprydningen hurtigt, før isen smeltede det kommende forår, hvorved vragdele og radioaktivt materiale ville forsvinde i havet.[kilde mangler]
Der blev under ledelse af general Richard Overton Hunziker oprettet en base ved navn Camp Hunziker i nærheden af nedstyrtningsområdet, hvorfra dansk og amerikansk personel arbejdede med at indsamle vragdele og radioaktivt forurenet is.

## Efterspil
Hændelsen udløste efterfølgende debat om de risici, som Grønland var udsat for i forbindelse med landets placering og Thule-basens betydning for de amerikanske flyvninger under Operation Chrome Dome. Ligeledes fik hændelsen dansk indenrigspolitisk stor betydning, idet den danske regering officielt ikke tillod amerikanske atomvåben på dansk territorium, hvorfor den danske regering måtte forklare sig under den efterfølgende Thulesag om forløbet. Ydermere blev der af de danske Thule-arbejdere under en anden såkaldt Thulesag senere rejst krav om erstatning, idet Thule-arbejderne gjorde gældende, at de ikke var blevet tilstrækkeligt informeret om farerne ved arbejdet, og at mange havde udviklet sygdomme som følge af radioaktiv bestråling.
Ydermere opstod i 1990'erne en teori om, at der var en ”manglende 4. bombe”, der aldrig var blevet fundet, hvilket dog i 2009 er blevet afvist af Dansk Institut for Internationale Studier i en rapport om spørgsmålet.
Pihl & Søn var medejer af DCC, og efter Pihl & Søns konkurs i 2013 anmeldte en amerikansk advokat et 200 millioner dollars stort erstatningskrav mod konkursboet på vegne af amerikanere der havde arbejdet med oprydningen mens de var ansat i DCC.
Arbejdernes påstand var at arbejdet med radioaktiviteten havde påført dem kræft og andre lidelser, og de havde ført prøvesager mod Pihl & Søn i New York.